# Elseid Hysaj
Elseid Gëzim Hysaj (ur. 2 lutego 1994 w Szkodrze) – albański piłkarz występujący na pozycji prawego obrońcy we włoskim klubie S.S. Lazio oraz w reprezentacji Albanii.

## Kariera klubowa
Swoją karierę piłkarską Hysaj rozpoczął w klubie Empoli FC. W 2012 roku awansował do kadry pierwszego zespołu. W nim zadebiutował 20 października 2012 w wygranym 3:0 wyjazdowym meczu z Virtus Lanciano. Po debiucie stał się podstawowym zawodnikiem Empoli. W sezonie 2013/2014 zajął z Empoli drugie miejsce w Serie B i tym samym wywalczył z nim awans do Serie A.
| Sezon   | Klub       | Kraj   | Rozgrywki | Mecze | Bramki |
| ------- | ---------- | ------ | --------- | ----- | ------ |
| 2011/12 | Empoli FC  | Włochy | Serie B   | 0     | 0      |
| 2012/13 | Empoli FC  | Włochy | Serie B   | 30    | 0      |
| 2013/14 | Empoli FC  | Włochy | Serie B   | 32    | 1      |
| 2014/15 | Empoli FC  | Włochy | Serie A   | 36    | 0      |
| 2015/16 | SSC Napoli | Włochy | Serie A   | 37    | 0      |
| 2016/17 | SSC Napoli | Włochy | Serie A   | 35    | 0      |
| 2017/18 | SSC Napoli | Włochy | Serie A   | 35    | 0      |
| 2018/19 | SSC Napoli | Włochy | Serie A   | 27    | 0      |
| 2019/20 | SSC Napoli | Włochy | Serie A   | 20    | 1      |
| 2020/21 | SSC Napoli | Włochy | Serie A   | 24    | 0      |
| 2021/22 | S.S. Lazio | Włochy | Serie A   | 1     | 0      |

## Kariera reprezentacyjna
W reprezentacji Albanii Hysaj zadebiutował 6 lutego 2014 w przegranym 1:2 towarzyskim meczu z Gruzją, rozegranym w Tiranie.